# Tajvan a 2016. évi nyári olimpiai játékokon
Tajvan a brazíliai Rio de Janeiróban megrendezett 2016. évi nyári olimpiai játékok egyik részt vevő nemzete volt. Az országot az olimpián 18 sportágban 57 sportoló (ebből 26 férfi, 31 nő) képviselte, akik összesen 3 érmet szereztek.

## Érmesek
| Érem  | Versenyző                                                                            | Sportág    | Versenyszám | Dátum        |
| ----- | ------------------------------------------------------------------------------------ | ---------- | ----------- | ------------ |
| Arany | Hszü Su-csing (Hsu Shu-ching)                                                        | Súlyemelés | Női 53 kg   | augusztus 7. |
| Bronz | Lej Csien-jing (Le Chien-Ying) Lin Si-csia (Lin Shih-chia) Tan Ja-ting (Tan Ya-Ting) | Íjászat    | Női csapat  | augusztus 7. |
| Bronz | Kuo Hszing-csun (Kuo Hsing-Chun)                                                     | Súlyemelés | Női 58 kg   | augusztus 8. |

## Asztalitenisz
Férfi
| Versenyző                                       | Versenyszám | Selejtező         | 64-es főtábla     | 48-as főtábla                                        | 32-es főtábla                                              | Nyolcaddöntő                                                              | Negyeddöntő       | Elődöntő          | Döntő             | Helyezés |
| Versenyző                                       | Versenyszám | Ellenfél Eredmény | Ellenfél Eredmény | Ellenfél Eredmény                                    | Ellenfél Eredmény                                          | Ellenfél Eredmény                                                         | Ellenfél Eredmény | Ellenfél Eredmény | Ellenfél Eredmény | Helyezés |
| ----------------------------------------------- | ----------- | ----------------- | ----------------- | ---------------------------------------------------- | ---------------------------------------------------------- | ------------------------------------------------------------------------- | ----------------- | ----------------- | ----------------- | -------- |
| Chen Chien-An                                   | Egyes       | erőnyerő          | erőnyerő          | Zhiwen He (ESP) · 11–3, 11–9, 9–11, 11–8, 8–11, 11–9 | Csang Csi-ko (Zhang Jike) (CHN) · 5–11, 11–13, 10–12, 7–11 | kiesett                                                                   | kiesett           | kiesett           | kiesett           | 17.      |
| Chuan Chih-Yuan                                 | Egyes       | erőnyerő          | erőnyerő          | erőnyerő                                             | Quadri Aruna (NGR) · 6–11, 10–12, 6–11, 7–11               | kiesett                                                                   | kiesett           | kiesett           | kiesett           | 17.      |
| Chen Chien-An Chuan Chih-Yuan Chiang Hung-chieh | Csapat      |                   |                   |                                                      |                                                            | Németország (GER) · Timo Boll · Dimitrij Ovtcharov · Bastian Steger · 1–3 | kiesett           | kiesett           | kiesett           | 9.       |

Női
| Versenyző                                              | Versenyszám | Selejtező         | 64-es főtábla     | 48-as főtábla                                                       | 32-es főtábla                                                        | Nyolcaddöntő                                                                | Negyeddöntő                                                 | Elődöntő          | Döntő             | Helyezés |
| Versenyző                                              | Versenyszám | Ellenfél Eredmény | Ellenfél Eredmény | Ellenfél Eredmény                                                   | Ellenfél Eredmény                                                    | Ellenfél Eredmény                                                           | Ellenfél Eredmény                                           | Ellenfél Eredmény | Ellenfél Eredmény | Helyezés |
| ------------------------------------------------------ | ----------- | ----------------- | ----------------- | ------------------------------------------------------------------- | -------------------------------------------------------------------- | --------------------------------------------------------------------------- | ----------------------------------------------------------- | ----------------- | ----------------- | -------- |
| Cseng Ji-csing (Cheng I-ching)                         | Egyes       | erőnyerő          | erőnyerő          | erőnyerő                                                            | Viktorija Pavlavics (BLR) · 7–11, 11–9, 11–7, 11–9, 8–11, 7–11, 11–2 | Szo Hjovon (Seo Hyowon) (KOR) · 11–5, 11–9, 11–3, 4–11, 5–11, 9–11, 11–7    | Li Hsziao-hszia (Li Xiaoxia) (CHN) · 5–11, 5–11, 6–11, 6–11 | kiesett           | kiesett           | 5.       |
| Chen Szu-Yu                                            | Egyes       | erőnyerő          | erőnyerő          | Aljakszandra Privalava (BLR) · 13–15, 9–11, 11–7, 13–11, 11–5, 11–5 | Melek Hu (TUR) · 12–10, 11–6, 11–7, 11–8                             | Kim Szongi (Kim Song-i) (PRK) · 2–10, 6–11, 12–10, 11–8, 9–11, 9–11         | kiesett                                                     | kiesett           | kiesett           | 9.       |
| Cseng Ji-csing (Cheng I-ching) Huang I-Hua Chen Szu-Yu | Csapat      |                   |                   |                                                                     |                                                                      | Hongkong (HKG) · Lee Ho Ching · Tou Hój-kam (Doo Hoi Kem) · Tie Ya Na · 1–3 | kiesett                                                     | kiesett           | kiesett           | 9.       |

## Atlétika
Férfi
| Versenyző    | Versenyszám | Előfutam | Előfutam | Előfutam | Elődöntő | Elődöntő | Elődöntő | Döntő   | Döntő    |
| Versenyző    | Versenyszám | Idő      | Hely.    | Össz.    | Idő      | Hely.    | Össz.    | Idő     | Helyezés |
| ------------ | ----------- | -------- | -------- | -------- | -------- | -------- | -------- | ------- | -------- |
| Chen Chieh   | 400 m gát   | 50,65    | 7.       | 41.      | kiesett  | kiesett  | kiesett  | kiesett | kiesett  |
| Ho Chin-ping | Maraton     |          |          |          |          |          |          | 2:26:00 | 99.      |

| Versenyző         | Versenyszám   | Selejtező | Selejtező | Döntő    | Döntő    |
| Versenyző         | Versenyszám   | Eredmény  | Helyezés  | Eredmény | Helyezés |
| ----------------- | ------------- | --------- | --------- | -------- | -------- |
| Hsiang Chun-hsien | Magasugrás    | 217 cm    | 35.*      | kiesett  | kiesett  |
| Huang Si-feng     | Gerelyhajítás | 74,33 m   | 33.       | kiesett  | kiesett  |

Női
| Versenyző      | Versenyszám | Döntő   | Döntő    |
| Versenyző      | Versenyszám | Idő     | Helyezés |
| -------------- | ----------- | ------- | -------- |
| Hsieh Chien-ho | Maraton     | 2:54:18 | 113.     |
| Chen Yu-hsuan  | Maraton     | 3:09:13 | 127.     |

* - öt másik versenyzővel azonos eredményt ért el

## Birkózás

### Női
Szabadfogású
| Versenyző     | Versenyszám | Selejtező         | Nyolcaddöntő                                | Negyeddöntő       | Elődöntő          | Vigaszág első kör | Vigaszág elődöntő | Bronz- mérkőzés   | Döntő             | Helyezés |
| Versenyző     | Versenyszám | Ellenfél Eredmény | Ellenfél Eredmény                           | Ellenfél Eredmény | Ellenfél Eredmény | Ellenfél Eredmény | Ellenfél Eredmény | Ellenfél Eredmény | Ellenfél Eredmény | Helyezés |
| ------------- | ----------- | ----------------- | ------------------------------------------- | ----------------- | ----------------- | ----------------- | ----------------- | ----------------- | ----------------- | -------- |
| Chen Wen-ling | 69 kg       | erőnyerő          | Naszanburmaa Ocsirbat (MGL) · 0–6 kétvállas | kiesett           | kiesett           | kiesett           | kiesett           | kiesett           | kiesett           | 15.      |

## Cselgáncs
Férfi
| Versenyző     | Versenyszám | Selejtező                                  | 32-es főtábla                          | Nyolcaddöntő      | Negyeddöntő       | Elődöntő          | Vigaszág elődöntő | Bronz- mérkőzés   | Döntő             | Helyezés |
| Versenyző     | Versenyszám | Ellenfél Eredmény                          | Ellenfél Eredmény                      | Ellenfél Eredmény | Ellenfél Eredmény | Ellenfél Eredmény | Ellenfél Eredmény | Ellenfél Eredmény | Ellenfél Eredmény | Helyezés |
| ------------- | ----------- | ------------------------------------------ | -------------------------------------- | ----------------- | ----------------- | ----------------- | ----------------- | ----------------- | ----------------- | -------- |
| Tsai Ming-Yen | Légsúly     | Soukphaxay Sithisane (LAO) · 111(0)-000(2) | Yanislav Gerchev (BUL) · 000(2)–110(2) | kiesett           | kiesett           | kiesett           |                   |                   |                   | 17.      |

Női
| Versenyző      | Versenyszám | Selejtező                            | Nyolcaddöntő                       | Negyeddöntő                            | Elődöntő          | Vigaszág elődöntő                    | Bronz- mérkőzés                      | Döntő             | Helyezés |
| Versenyző      | Versenyszám | Ellenfél Eredmény                    | Ellenfél Eredmény                  | Ellenfél Eredmény                      | Ellenfél Eredmény | Ellenfél Eredmény                    | Ellenfél Eredmény                    | Ellenfél Eredmény | Helyezés |
| -------------- | ----------- | ------------------------------------ | ---------------------------------- | -------------------------------------- | ----------------- | ------------------------------------ | ------------------------------------ | ----------------- | -------- |
| Lien Chen-ling | Könnyűsúly  | Arleta Podolak (POL) · 100(0)-000(0) | Marti Malloy (USA) · 000(0)-000(2) | Corina Căprioriu (ROU) · 000(0)–100(0) |                   | Karakas Hedvig (HUN) · 001(2)-000(1) | Macumoto Kaori (JPN) · 000(0)–001(1) |                   | 5.       |

## Evezés
Női
| Versenyző     | Versenyszám  | Előfutam | Előfutam | Vigaszág | Vigaszág | Negyeddöntő   | Negyeddöntő   | Elődöntő | Elődöntő | Elődöntő | Döntő | Döntő   | Döntő | Helyezés |
| Versenyző     | Versenyszám  | Idő      | Hely.    | Idő      | Hely.    | Idő           | Hely.         | Típus    | Idő      | Hely.    | Típus | Idő     | Hely. | Helyezés |
| ------------- | ------------ | -------- | -------- | -------- | -------- | ------------- | ------------- | -------- | -------- | -------- | ----- | ------- | ----- | -------- |
| Huang Yi-ting | Egypárevezős | 8:51,74  | 4.       | 8:01,27  | 3.       | nem jutott be | nem jutott be | E/F      | 8:38,21  | 1.       | E     | 8:34,53 | 1.    | 25.      |

## Golf
| Versenyző                        | Versenyszám  | 1. forduló | 1. forduló | 2. forduló | 2. forduló | 3. forduló   | 3. forduló   | 4. forduló   | 4. forduló   | Összesen     | Összesen     | Összesen    |
| Versenyző                        | Versenyszám  | Pont       | Par        | Pont       | Par        | Pont         | Par          | Pont         | Par          | Pontszám     | Par          | Helyezés    |
| -------------------------------- | ------------ | ---------- | ---------- | ---------- | ---------- | ------------ | ------------ | ------------ | ------------ | ------------ | ------------ | ----------- |
| Pan Cseng-cung (Pan Cheng-tsung) | Férfi egyéni | 69         | −2         | 69         | −2         | 71           | 0            | 74           | +3           | 283          | −1           | 30.         |
| Lin Wen-tang                     | Férfi egyéni | 77         | +6         | 77         | +6         | visszalépett | visszalépett | visszalépett | visszalépett | visszalépett | visszalépett | helyezetlen |
| Candie Kung                      | Női egyéni   | 67         | −4         | 68         | −3         | 76           | +5           | 75           | +4           | 286          | +2           | 31.         |
| Teresa Lu                        | Női egyéni   | 70         | −1         | 67         | −4         | 73           | +2           | 70           | −1           | 280          | −4           | 16.         |

## Íjászat
Férfi
| Versenyző                                                                         | Versenyszám | Selejtező | Selejtező | 64-es főtábla                      | 32-es főtábla                      | Nyolcaddöntő                                                                     | Negyeddöntő       | Elődöntő          | Döntő             | Helyezés |
| Versenyző                                                                         | Versenyszám | Pont      | Kiemelés  | Ellenfél Eredmény                  | Ellenfél Eredmény                  | Ellenfél Eredmény                                                                | Ellenfél Eredmény | Ellenfél Eredmény | Ellenfél Eredmény | Helyezés |
| --------------------------------------------------------------------------------- | ----------- | --------- | --------- | ---------------------------------- | ---------------------------------- | -------------------------------------------------------------------------------- | ----------------- | ----------------- | ----------------- | -------- |
| Vej Csün-hang (Wei Chun-heng)                                                     | Egyéni      | 679       | 9.        | Robert Elder (FIJ)(56.) · 6-0      | Witthaya Thamwong (THA)(41.) · 5-6 | kiesett                                                                          | kiesett           | kiesett           | kiesett           | 17.      |
| Kao Hao-ven (Kao Hao-wen)                                                         | Egyéni      | 661       | 30.       | Antonio Fernández (ESP)(35.) · 0-6 | kiesett                            | kiesett                                                                          | kiesett           | kiesett           | kiesett           | 33.      |
| Jü Kuan-lin (Yu Guan-lin)                                                         | Egyéni      | 655       | 39.       | Bård Nesteng (NOR)(26.) · 5-6      | kiesett                            | kiesett                                                                          | kiesett           | kiesett           | kiesett           | 33.      |
| Vej Csün-hang (Wei Chun-heng) Kao Hao-ven (Kao Hao-wen) Jü Kuan-lin (Yu Guan-lin) | Csapat      | 1995      | 7.        |                                    |                                    | Indonézia (INA) · Riau Ega Agatha · Hendra Purnama · Muhammad Wijaya (10.) · 2–6 | kiesett           | kiesett           | kiesett           | 9.       |

Női
| Versenyző                                                                            | Versenyszám | Selejtező | Selejtező | 64-es főtábla                            | 32-es főtábla                              | Nyolcaddöntő                   | Negyeddöntő                                                                  | Elődöntő | Döntő                                                                                              | Helyezés |
| Versenyző                                                                            | Versenyszám | Pont      | Kiemelés  | Ellenfél Eredmény                        | Ellenfél Eredmény                          | Ellenfél Eredmény              | Ellenfél Eredmény                                                            | Ellenfél Eredmény                                                                                              | Ellenfél Eredmény                                                                                  | Helyezés |
| ------------------------------------------------------------------------------------ | ----------- | --------- | --------- | ---------------------------------------- | ------------------------------------------ | ------------------------------ | ---------------------------------------------------------------------------- | --- | -------------------------------------------------------------------------------------------------- | -------- |
| Lej Csien-jing (Le Chien-Ying)                                                       | Egyéni      | 625       | 33.       | Adriana Martín (ESP)(32.) · 6-2          | Cshö Miszon (Choi Mi-seon) (KOR)(1.) · 2-6 | kiesett                        | kiesett                                                                      | kiesett | kiesett                                                                                            | 17.      |
| Tan Ja-ting (Tan Ya-Ting)                                                            | Egyéni      | 656       | 4.        | Georcy-Stéphanie Picard (CAN)(61.) · 7-1 | Anasztaszia Pavlova (UKR)(29.) · 6-0       | Dipika Kumári (IND)(20.) · 6-0 | Lisa Unruh (GER)(21.) · 5-6                                                  | kiesett | kiesett                                                                                            | 5.       |
| Lin Si-csia (Lin Shih-chia)                                                          | Egyéni      | 651       | 9.        | Reem Mansour (EGY)(56.) · 6-0            | Laisrám Dévi (IND)(24.) · 2-6              | kiesett                        | kiesett                                                                      | kiesett | kiesett                                                                                            | 17.      |
| Lej Csien-jing (Le Chien-Ying) Tan Ja-ting (Tan Ya-Ting) Lin Si-csia (Lin Shih-chia) | Csapat      | 1932      | 4.        |                                          |                                            | erőnyerő                       | Mexikó (MEX) · Gabriela Bayardo · Aída Román · Alejandra Valencia (5.) · 5–4 | Dél-Korea (KOR) · Ki Bobe (Gi Bo-bae) · Csang Hjedzsin (Chang Hye-jin) · Cshö Miszon (Choi Mi-seon) (1.) · 1–5 | Bronzmérkőzés · Olaszország (ITA) · Lucilla Boari · Claudia Mandia · Guendalina Sartori (6.) · 5–3 |          |

## Kerékpározás

### Országúti kerékpározás
Női
| Versenyző       | Versenyszám   | Idő      | Helyezés |
| --------------- | ------------- | -------- | -------- |
| Huang Ting-ying | Mezőnyverseny | kizárták | kizárták |

### Pálya-kerékpározás
Omnium
| Versenyző    | Versenyszám | 10 km-es scratch | 10 km-es scratch | 3 km-es egyéni üldözőverseny | 3 km-es egyéni üldözőverseny | 3 km-es egyéni üldözőverseny | Kieséses verseny | Kieséses verseny | 500 m-es időfutam | 500 m-es időfutam | 500 m-es időfutam | 250 méter repülő rajt | 250 méter repülő rajt | 250 méter repülő rajt | 20 km-es pontverseny | 20 km-es pontverseny | Összesítés | Összesítés |
| Versenyző    | Versenyszám | Pont             | Hely.            | Idő                          | Pont                         | Hely.                        | Pont             | Hely.            | Idő               | Pont              | Hely.             | Idő                   | Pont                  | Hely.                 | Pont                 | Hely.                | Pont       | Helyezés   |
| ------------ | ----------- | ---------------- | ---------------- | ---------------------------- | ---------------------------- | ---------------------------- | ---------------- | ---------------- | ----------------- | ----------------- | ----------------- | --------------------- | --------------------- | --------------------- | -------------------- | -------------------- | ---------- | ---------- |
| Hsiao Mei Yu | Női         | 16               | 13.              | 3:58,713                     | 6                            | 18.                          | 16               | 13.              | 35,636            | 28                | 7.                | 14,532                | 18                    | 12.                   | −20                  | 18.                  | 64         | 17.        |

## Lovaglás
Díjugratás
| Versenyző    | Ló          | Versenyszám | Selejtező | Selejtező | Selejtező | Selejtező | Selejtező | Selejtező | Selejtező | Selejtező | Döntő   | Döntő   | Döntő   | Végeredmény | Végeredmény |
| Versenyző    | Ló          | Versenyszám | 1. kör    | 1. kör    | 2. kör    | 2. kör    | 2. kör    | 3. kör    | 3. kör    | 3. kör    | 1. kör  | 1. kör  | 2. kör  | Végeredmény | Végeredmény |
| Versenyző    | Ló          | Versenyszám | Bünt.     | Hely.     | Bünt.     | Össz.     | Hely.     | Bünt.     | Össz.     | Hely.     | Bünt.   | Hely.   | Bünt.   | Bünt.       | Helyezés    |
| ------------ | ----------- | ----------- | --------- | --------- | --------- | --------- | --------- | --------- | --------- | --------- | ------- | ------- | ------- | ----------- | ----------- |
| Wong I-sheau | Zadarijke V | Egyéni      | 47        | 68.       | kiesett   | kiesett   | kiesett   | kiesett   | kiesett   | kiesett   | kiesett | kiesett | kiesett | kiesett     | kiesett     |

## Ökölvívás
Férfi
| Versenyző  | Versenyszám | Selejtező                 | Nyolcaddöntő      | Negyeddöntő       | Elődöntő          | Döntő             | Helyezés |
| Versenyző  | Versenyszám | Ellenfél Eredmény         | Ellenfél Eredmény | Ellenfél Eredmény | Ellenfél Eredmény | Ellenfél Eredmény | Helyezés |
| ---------- | ----------- | ------------------------- | ----------------- | ----------------- | ----------------- | ----------------- | -------- |
| Lai Chu-En | Könnyűsúly  | Enrico Lacruz (NED) · 1-2 | kiesett           | kiesett           | kiesett           | kiesett           | 17.      |

Női
| Versenyző      | Versenyszám | Selejtező                       | Negyeddöntő       | Elődöntő          | Döntő             | Helyezés |
| Versenyző      | Versenyszám | Ellenfél Eredmény               | Ellenfél Eredmény | Ellenfél Eredmény | Ellenfél Eredmény | Helyezés |
| -------------- | ----------- | ------------------------------- | ----------------- | ----------------- | ----------------- | -------- |
| Csen Nien-csin | Középsúly   | Jaroszlava Jakusina (RUS) · 0-3 | kiesett           | kiesett           | kiesett           | 9.       |

## Sportlövészet
Férfi
| Versenyző   | Versenyszám | Selejtező | Selejtező | Elődöntő | Elődöntő | Döntő   | Döntő    |
| Versenyző   | Versenyszám | Pont      | Helyezés  | Pont     | Helyezés | Pont    | Helyezés |
| ----------- | ----------- | --------- | --------- | -------- | -------- | ------- | -------- |
| Yang Kun-pi | Trap        | 110       | 25.       | kiesett  | kiesett  | kiesett | kiesett  |

Női
| Versenyző                   | Versenyszám   | Selejtező | Selejtező | Elődöntő | Elődöntő | Döntő   | Döntő    |
| Versenyző                   | Versenyszám   | Pont      | Helyezés  | Pont     | Helyezés | Pont    | Helyezés |
| --------------------------- | ------------- | --------- | --------- | -------- | -------- | ------- | -------- |
| Yu Ai Wen                   | Légpisztoly   | 378       | 31.       |          |          | kiesett | kiesett  |
| Yu Ai Wen                   | Sportpisztoly | 577       | 18.       | kiesett  | kiesett  | kiesett | kiesett  |
| Vu Csia-jing (Wu Chia-ying) | Sportpisztoly | 572       | 27.       | kiesett  | kiesett  | kiesett | kiesett  |
| Vu Csia-jing (Wu Chia-ying) | Légpisztoly   | 380       | 19.       |          |          | kiesett | kiesett  |
| Lin Yi-Chun                 | Trap          | 62        | 17.       | kiesett  | kiesett  | kiesett | kiesett  |

## Súlyemelés
Férfi
| Versenyző                      | Versenyszám | Szakítás | Szakítás | Lökés                    | Lökés                    | Összesen | Helyezés |
| Versenyző                      | Versenyszám | Eredmény | Helyezés | Eredmény                 | Helyezés                 | Összesen | Helyezés |
| ------------------------------ | ----------- | -------- | -------- | ------------------------ | ------------------------ | -------- | -------- |
| Tan Chi-chung                  | 56 kg       | 110      | 12.      | 138                      | 11.                      | 248      | 12.      |
| Pan Chien-hung                 | 69 kg       | 136      | 18.      | 160                      | 17.                      | 296      | 17.      |
| Csen Si-csie (Chen Shih-chieh) | +105 kg     | 185      | 15.      | érvényes kísérlet nélkül | érvényes kísérlet nélkül | kiesett  | kiesett  |

Női
| Versenyző                        | Versenyszám | Szakítás | Szakítás | Lökés    | Lökés    | Összesen | Helyezés |
| Versenyző                        | Versenyszám | Eredmény | Helyezés | Eredmény | Helyezés | Összesen | Helyezés |
| -------------------------------- | ----------- | -------- | -------- | -------- | -------- | -------- | -------- |
| Csen Vej-ling (Chen Weiling)     | 48 kg       | 81       | 7.       | 100      | 6.       | 181      | 7.       |
| Hszü Su-csing (Hsu Shu-Ching)    | 53 kg       | 100      | 2.       | 112      | 1.       | 212      |          |
| Kuo Hszing-csun (Kuo Hsing-Chun) | 58 kg       | 102      | 3.       | 129      | 3.       | 231      |          |

## Taekwondo
Férfi
| Versenyző    | Versenyszám | Nyolcaddöntő            | Negyeddöntő                  | Elődöntő          | Vigaszág elődöntő | Bronz- mérkőzés   | Döntő             | Helyezés |
| Versenyző    | Versenyszám | Ellenfél Eredmény       | Ellenfél Eredmény            | Ellenfél Eredmény | Ellenfél Eredmény | Ellenfél Eredmény | Ellenfél Eredmény | Helyezés |
| ------------ | ----------- | ----------------------- | ---------------------------- | ----------------- | ----------------- | ----------------- | ----------------- | -------- |
| Liu Wei-ting | Váltósúly   | Aaron Cook (MDA) · 14-2 | Oussama Oueslati (TUN) · 0-1 | kiesett           |                   |                   |                   | 9.       |

Női
| Versenyző        | Versenyszám | Nyolcaddöntő                         | Negyeddöntő                      | Elődöntő          | Vigaszág elődöntő            | Bronz- mérkőzés       | Döntő             | Helyezés |
| Versenyző        | Versenyszám | Ellenfél Eredmény                    | Ellenfél Eredmény                | Ellenfél Eredmény | Ellenfél Eredmény            | Ellenfél Eredmény     | Ellenfél Eredmény | Helyezés |
| ---------------- | ----------- | ------------------------------------ | -------------------------------- | ----------------- | ---------------------------- | --------------------- | ----------------- | -------- |
| Huang Huai-Hsuan | Légsúly     | Vu Csing-jü (Wu Jingyu) (CHN) · 1-10 | kiesett                          | kiesett           |                              |                       |                   | 11.      |
| Chuang Chia-Chia | Váltósúly   | Zhansel Deniz (KAZ) · 16-2           | O Hjeri (Oh Hye-ri) (KOR) · 9-21 |                   | Melissa Pagnotta (CAN) · 4-1 | Nur Tatar (TUR) · 3-7 |                   | 5.       |

## Tenisz
Férfi
| Versenyző    | Versenyszám | 64-es főtábla                       | 32-es főtábla     | Nyolcaddöntő      | Negyeddöntő       | Elődöntő          | Bronz- mérkőzés   | Döntő             | Helyezés |
| Versenyző    | Versenyszám | Ellenfél Eredmény                   | Ellenfél Eredmény | Ellenfél Eredmény | Ellenfél Eredmény | Ellenfél Eredmény | Ellenfél Eredmény | Ellenfél Eredmény | Helyezés |
| ------------ | ----------- | ----------------------------------- | ----------------- | ----------------- | ----------------- | ----------------- | ----------------- | ----------------- | -------- |
| Lu Jen-hszün | Egyes       | Paolo Lorenzi (ITA) · 6-3, 3-6, 4-6 | kiesett           | kiesett           | kiesett           | kiesett           | kiesett           | kiesett           | 33.      |

Női
| Versenyző                                                       | Versenyszám | 32-es főtábla                                                         | Nyolcaddöntő                                                          | Negyeddöntő                                                | Elődöntő          | Bronz- mérkőzés   | Döntő             | Helyezés |
| Versenyző                                                       | Versenyszám | Ellenfél Eredmény                                                     | Ellenfél Eredmény                                                     | Ellenfél Eredmény                                          | Ellenfél Eredmény | Ellenfél Eredmény | Ellenfél Eredmény | Helyezés |
| --------------------------------------------------------------- | ----------- | --------------------------------------------------------------------- | --------------------------------------------------------------------- | ---------------------------------------------------------- | ----------------- | ----------------- | ----------------- | -------- |
| Csang Hao-csing (Chan Hao-ching) Csan Jung-zsan (Chan Yung-jan) | Páros       | Románia (ROU) · Irina-Camelia Begu · Monica Niculescu · 5-7, 6-4, 6-3 | Nagy-Britannia (GBR) · Konta Johanna · Heather Watson · 3-6, 6-0, 6-4 | Svájc (SUI) · Bacsinszky Tímea · Martina Hingis · 3-6, 0-6 | kiesett           | kiesett           | kiesett           | 5.       |

## Tollaslabda
| Versenyző                                          | Versenyszám | Csoportkör | Csoportkör | Nyolcaddöntő                        | Negyeddöntő                       | Elődöntő          | Bronz- mérkőzés   | Döntő             | Helyezés |
| Versenyző                                          | Versenyszám | Ellenfél Eredmény | Hely.      | Ellenfél Eredmény                   | Ellenfél Eredmény                 | Ellenfél Eredmény | Ellenfél Eredmény | Ellenfél Eredmény | Helyezés |
| -------------------------------------------------- | ----------- | --- | ---------- | ----------------------------------- | --------------------------------- | ----------------- | ----------------- | ----------------- | -------- |
| Chou Tien-Chen                                     | Férfi egyes | C csoport · Misha Zilberman (ISR) · 21–9, 21–11 · Yuhan Tan (BEL) · 21–14, 21–8 | 1.         | Hu Yun (HKG) · 21–10, 21–13         | Lee Chong Wei (MAS) · 9–21, 15–21 | kiesett           | kiesett           | kiesett           | 5.       |
| Caj Csia-hszin (Cài Jiāxīn) Li Sengmu (Lǐ Shèngmù) | Férfi páros | A csoport · Oroszország (RUS) · Vlagyimir Ivanov · Ivan Szozonov · 11–21, 20–22 · Dél-Korea (KOR) · I Jongde (Lee Yong-dae) · Ju Jonszong (Yu Yeon-seong) · 21–18, 13–21, 18–21 · Ausztrália (AUS) · Matthew Chau · Sawan Serasinghe · 21–14, 21–19 | 3.         |                                     | kiesett                           | kiesett           | kiesett           | kiesett           | 9.       |
| Tai Tzu-Ying                                       | Női egyes   | N csoport · Elisabeth Baldauf (AUT) · 21–11, 21-9 · Natalja Perminova (RUS) · 21–12, 21-9 | 1.         | Pusarla Sindhu (IND) · 13–21, 15–21 | kiesett                           | kiesett           | kiesett           | kiesett           | 9.       |

## Torna
Férfi
| Versenyző                 | Versenyszám | Selejtező | Selejtező | Döntő    | Döntő    |
| Versenyző                 | Versenyszám | Pontszám  | Helyezés  | Pontszám | Helyezés |
| ------------------------- | ----------- | --------- | --------- | -------- | -------- |
| Li Cse-kaj (Lee Chih-kai) | Lólengés    | 14,266    | 31.       | kiesett  | kiesett  |

## Úszás
Férfi
| Versenyző     | Versenyszám | Előfutam | Előfutam | Előfutam | Elődöntő | Elődöntő | Elődöntő | Döntő   | Döntő    |
| Versenyző     | Versenyszám | Idő      | Hely.    | Össz.    | Idő      | Hely.    | Össz.    | Idő     | Helyezés |
| ------------- | ----------- | -------- | -------- | -------- | -------- | -------- | -------- | ------- | -------- |
| Lee Hsuan-yen | 200 m mell  | 2:14,84  | 5.       | 34.      | kiesett  | kiesett  | kiesett  | kiesett | kiesett  |

Női
| Versenyző   | Versenyszám | Előfutam | Előfutam | Előfutam | Elődöntő | Elődöntő | Elődöntő | Döntő   | Döntő    |
| Versenyző   | Versenyszám | Idő      | Hely.    | Össz.    | Idő      | Hely.    | Össz.    | Idő     | Helyezés |
| ----------- | ----------- | -------- | -------- | -------- | -------- | -------- | -------- | ------- | -------- |
| Lin Pei-wun | 50 m gyors  | 26,41    | 8.       | 49.*     | kiesett  | kiesett  | kiesett  | kiesett | kiesett  |

* - egy másik versenyzővel azonos időt ért el

## Vitorlázás
Férfi
| Versenyző | Versenyszám     | Futam | Futam | Futam | Futam | Futam | Futam | Futam | Futam | Futam | Futam | Futam | Futam | Futam   | Pontszám | Helyezés |
| Versenyző | Versenyszám     | 1     | 2     | 3     | 4     | 5     | 6     | 7     | 8     | 9     | 10    | 11    | 12    | É       | Pontszám | Helyezés |
| --------- | --------------- | ----- | ----- | ----- | ----- | ----- | ----- | ----- | ----- | ----- | ----- | ----- | ----- | ------- | -------- | -------- |
| Chang Hao | Szörfvitorlázás | 34    | 34    | 31    | 27    | (37)  | 34    | 35    | 37    | 31    | 28    | 27    | 28    | kiesett | 346      | 32.      |